# 家里次郎
家里 次郎（いえさと つぐお、天保10年（1839年） - 文久3年4月24日（1863年6月10日））は、壬生浪士組隊士。伊勢松坂小林清右衛門の次男として生まれる。姓は「いえざと」とも。壬生浪士組結成二十四士の一人。
天保10年（1839年）小林清右衛門とあさの二男として生まれる。文久3年（1863年）清河八郎の応答に応じ浪士組に参加。京につくと近藤勇、芹沢鴨、殿内義雄らとともに京に残る。鵜殿鳩翁から、殿内と共に浪士組内の壬生村での残留者の取りまとめの責任者の役目を任される。その後主導権争いで殿内は暗殺、根岸友山も脱退し、孤立し出奔した家里は、大坂にいたところを士道不覚悟として芹沢に切腹させられた。享年25。
なお、家里の死からわずかひと月足らずの5月18日、兄である儒学者・家里松嶹（新太郎）も京都にて何者かによって暗殺されている。